# Cardamomo

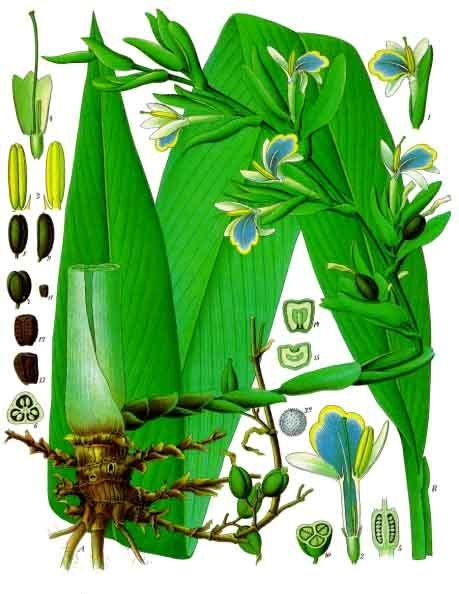
Vero cardamomo (Elettaria cardamomum)

Il cardamomo è una spezia. Il nome indica propriamente alcune specie del genere Elettaria, un genere di piante tropicali della famiglia delle Zingiberaceae (la stessa famiglia dello zenzero), ma spesso si indicano con lo stesso nome anche altre piante, tra cui le più simili al vero cardamomo sono le specie del genere Amomum.
Era conosciuto in Europa fin dai tempi dei Greci e dei Romani, che lo utilizzavano per produrre profumi, ed è attualmente nota come la terza spezia più cara al mondo dopo zafferano e vaniglia.

## Etimologia
Dal latino cardamomum, a sua volta dal greco καρδάμωμον, composto da κάρδαμον, "crescione" e ἄμωμον, "amomo". Viene chiamato anche solo "amomo".

## Aspetto e parti utilizzate

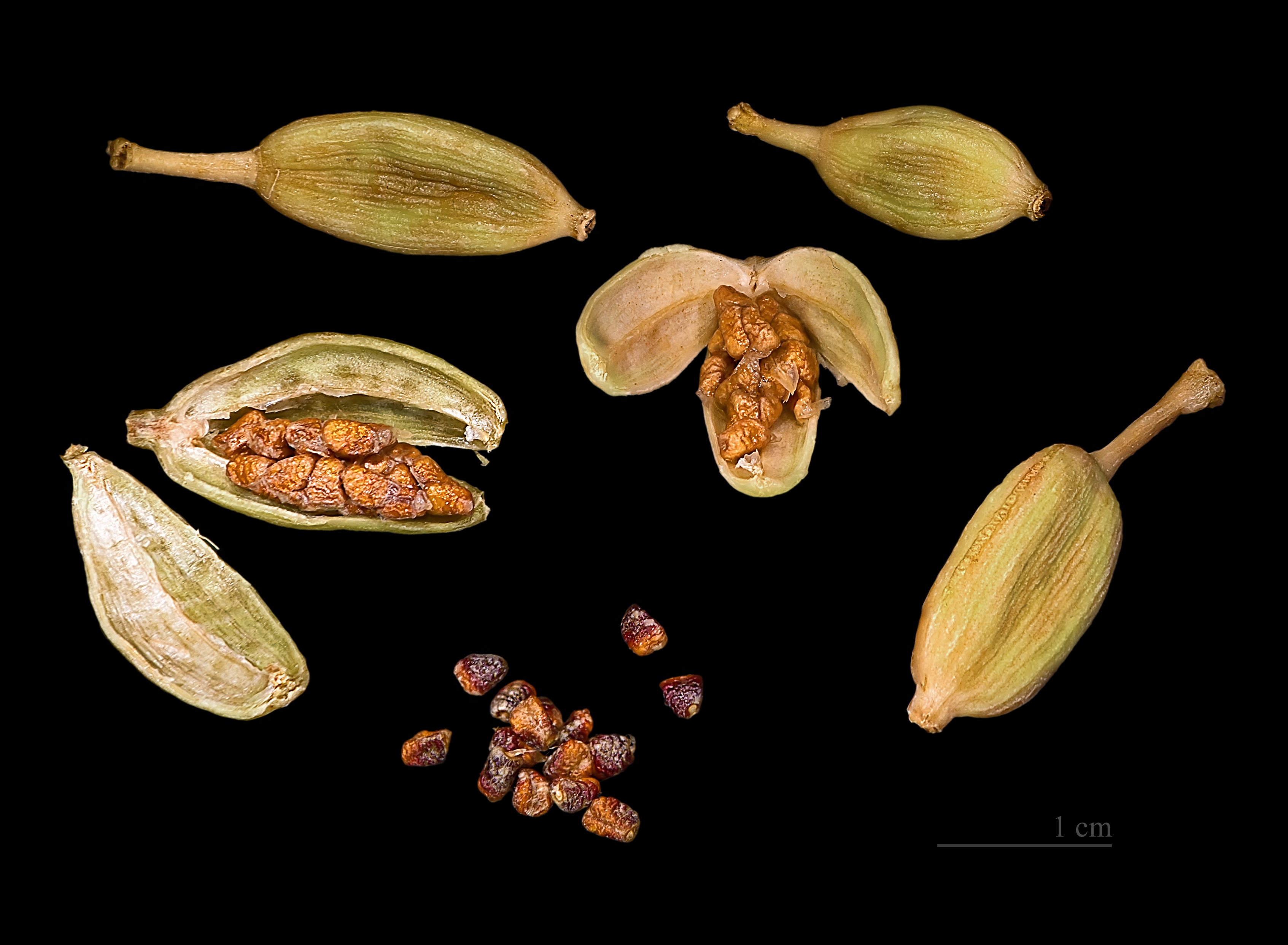
Frutti e semi di cardamomo

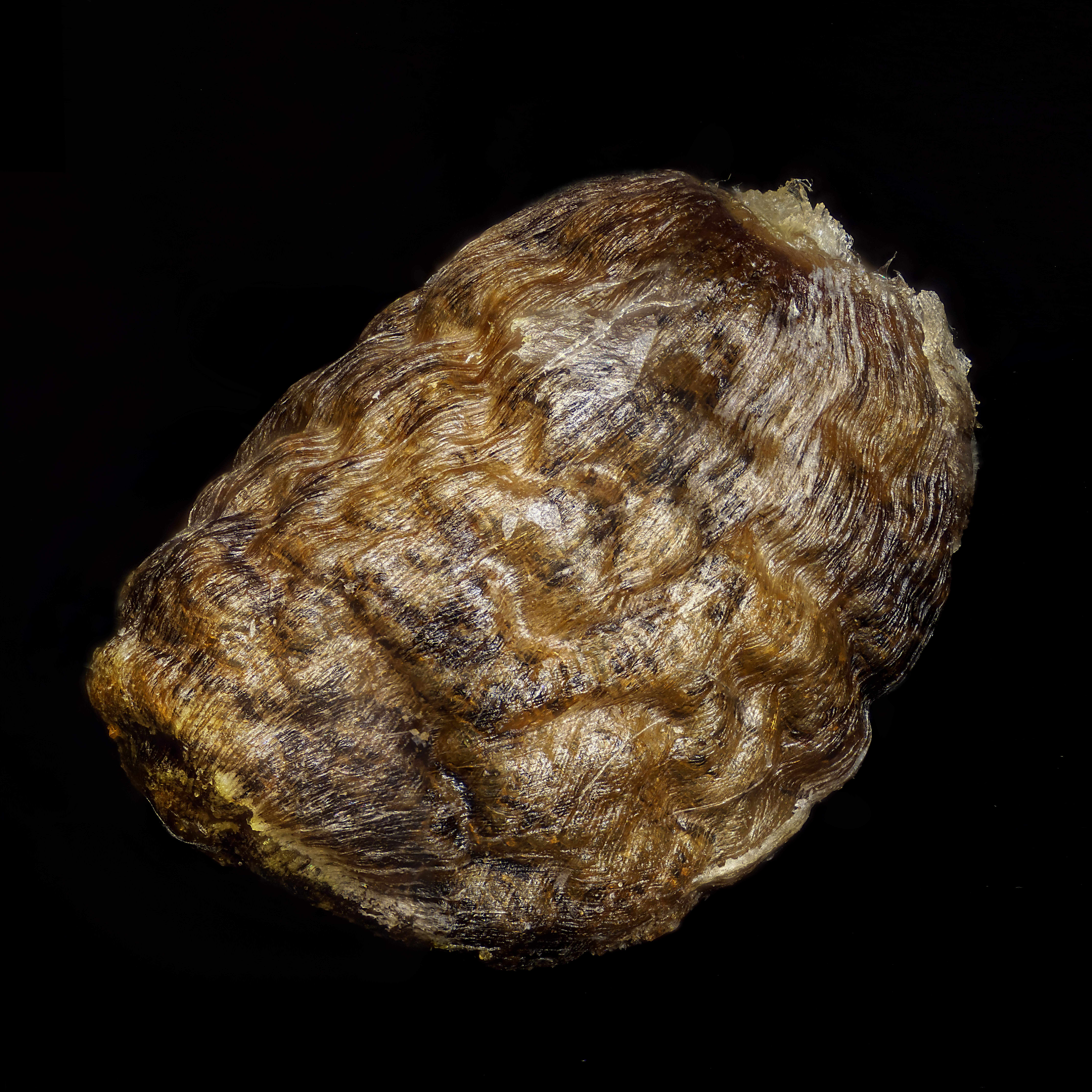
Seme di cardamomo al microscopio

Il frutto si presenta come una capsula contenente tanti piccoli semi di colore marrone-nero.
I semi sono utilizzati come spezie, ma poiché perdono molto rapidamente il proprio aroma, comunemente viene conservata e commercializzata l'intera capsula, generalmente essiccata. Al momento dell'uso, la capsula viene rotta e i semi utilizzati sciolti o macinati.

## Tipi di cardamomo e loro distribuzione
Il cardamomo si ricava da due generi della famiglia delle Zingiberaceae; entrambi hanno specie a diffusione locale, dalle quali si ricavano prodotti di qualità diversa:

### Elettaria
- Elettaria cardamomum è distribuita fra l'Iran, l'India, Sri Lanka e la Malaysia. Da essa si ricava il cardamomo verde o vero cardamomo.

### Amomum
- Amomum subulatum conosciuto come cardamomo nero o anche come cardamomo nepalese. È il più comune da trovare perché è il più coltivato; il maggiore produttore mondiale di cardamomo nero è infatti il Nepal (6.647 tonnellate nel 2006). La sua coltivazione è molto diffusa anche nel Sikkim. La grande produzione, e la maggiore disponibilità sui mercati, ne limita il prezzo a un livello accessibile.
- Amomum costatum diffuso in Cina e Vietnam e particolarmente presente nella cucina di questi paesi.
- Amomum compactum diffuso in Thailandia e Birmania. È noto come cardamomo del Siam.

Altri tipi di cardamomo sono ottenuti da piante del genere Amomum, come il cardamomo marrone, kravan, cardamomo di Giava, cardamomo del Bengala, cardamomo bianco o il cardamomo rosso.

## Modalità di conservazione
Una volta che i semi vengono esposti all'aria perdono rapidamente il loro sapore; perciò vengono venduti all'interno del loro baccello in modo che siano protetti dall'aria.

## Utilizzi
Tutte le varie specie e varietà di cardamomo sono utilizzate principalmente come spezie per la cucina e in medicina.
In generale:
- Elettaria cardamomum (il cardamomo propriamente detto) è utilizzato come spezie e in medicina. Viene talvolta fumato e costituisce l'alimento principale delle larve della falena Endoclita hosei.
- Amomum è utilizzato come ingrediente della medicina tradizionale tibetana, medicina tradizionale indiana, medicina cinese, iraniana, coreana e vietnamita.

### Uso culinario
È molto utilizzato come aroma nella preparazione del caffè alla turca, del caffè arabo e del tè iraniano.

Nella cucina mediorientale, iraniana, turca e indiana è utilizzato per insaporire dolci e nelle miscele di spezie. Trova un suo utilizzo anche nella cucina dei paesi nordici (per esempio in Svezia e Finlandia).

Il cardamomo verde ha un gusto intenso e fortemente aromatico dal quale si differenzia il cardamomo nero che è più astringente, leggermente amaro e con un sentore di menta. Basta un piccolo baccello per insaporire un piatto.
In India, i semi neri del cardamomo sono spesso un componente importante del garam masala, inoltre vengono usati per insaporire il riso oppure mischiati a foglie di betel e frutti di areca per formare un bolo detto appunto "betel" che rinfresca l'alito e favorisce la digestione.

In Cina sono utilizzati per aromatizzare piatti di carne arrostita e in Vietnam sono usati come ingrediente nel brodo per la minestra di tagliatelle detta Phở.

Nella cucina etiope ed eritrea sono utilizzati nella preparazione dell'ambascià, un pane celebrativo.
Nonostante il sapore sia abbastanza diverso, spesso il cardamomo nero è usato come sostituto del cardamomo verde perché è molto più economico.

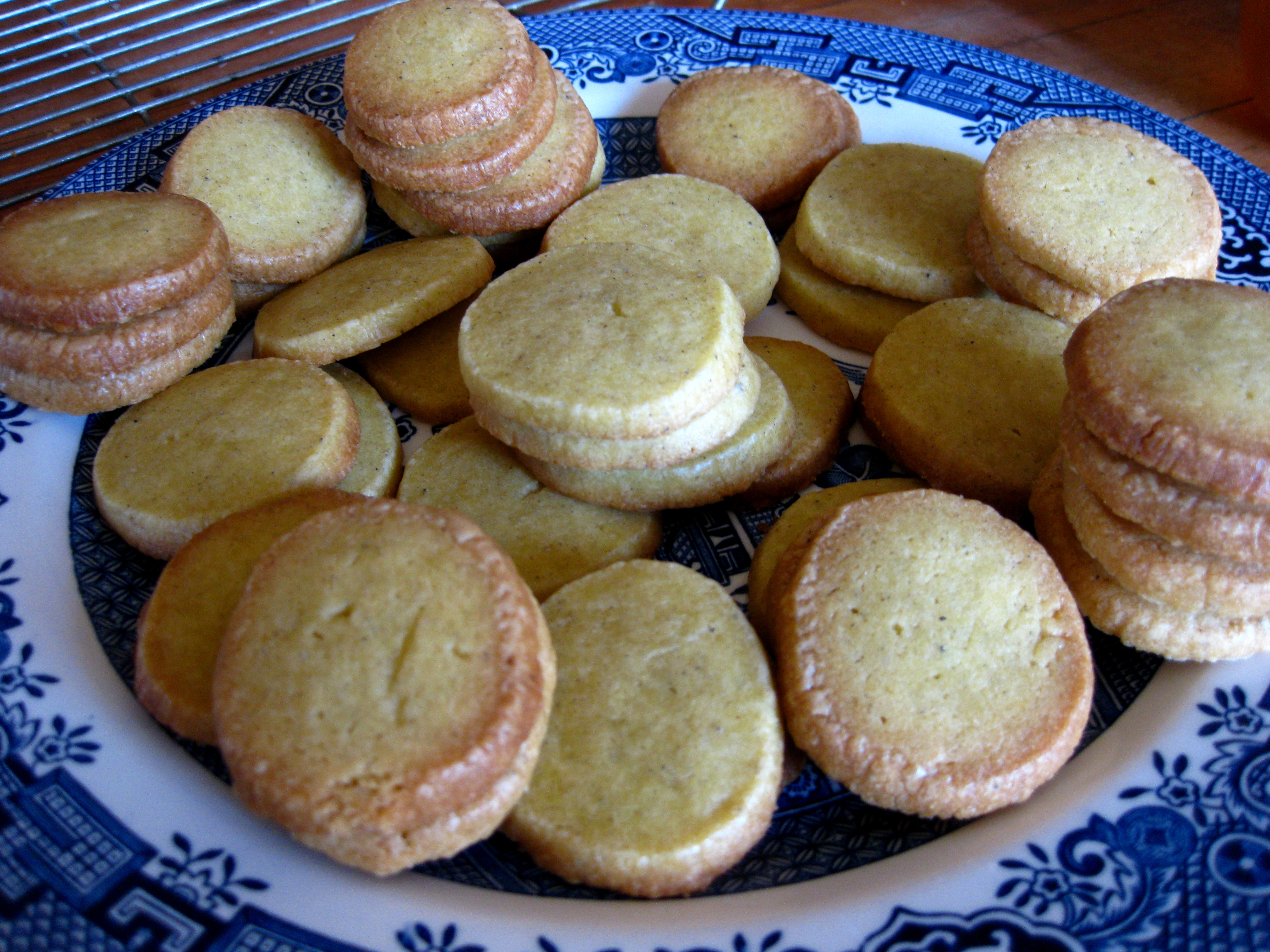
Biscotti al cardamomo
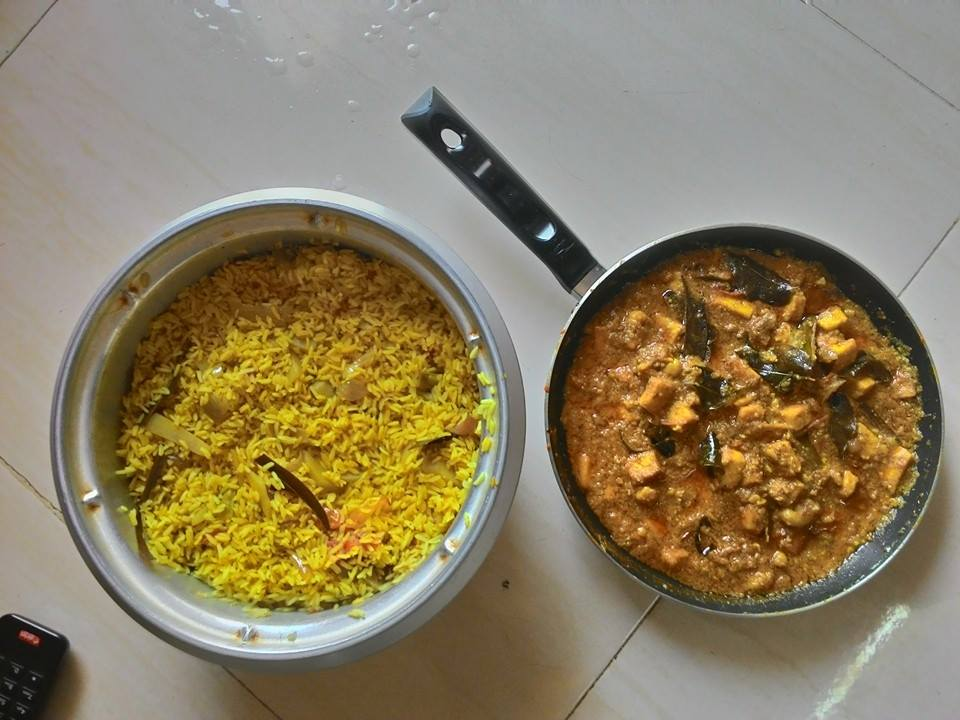
Cashew paneer e vegetable biriyani
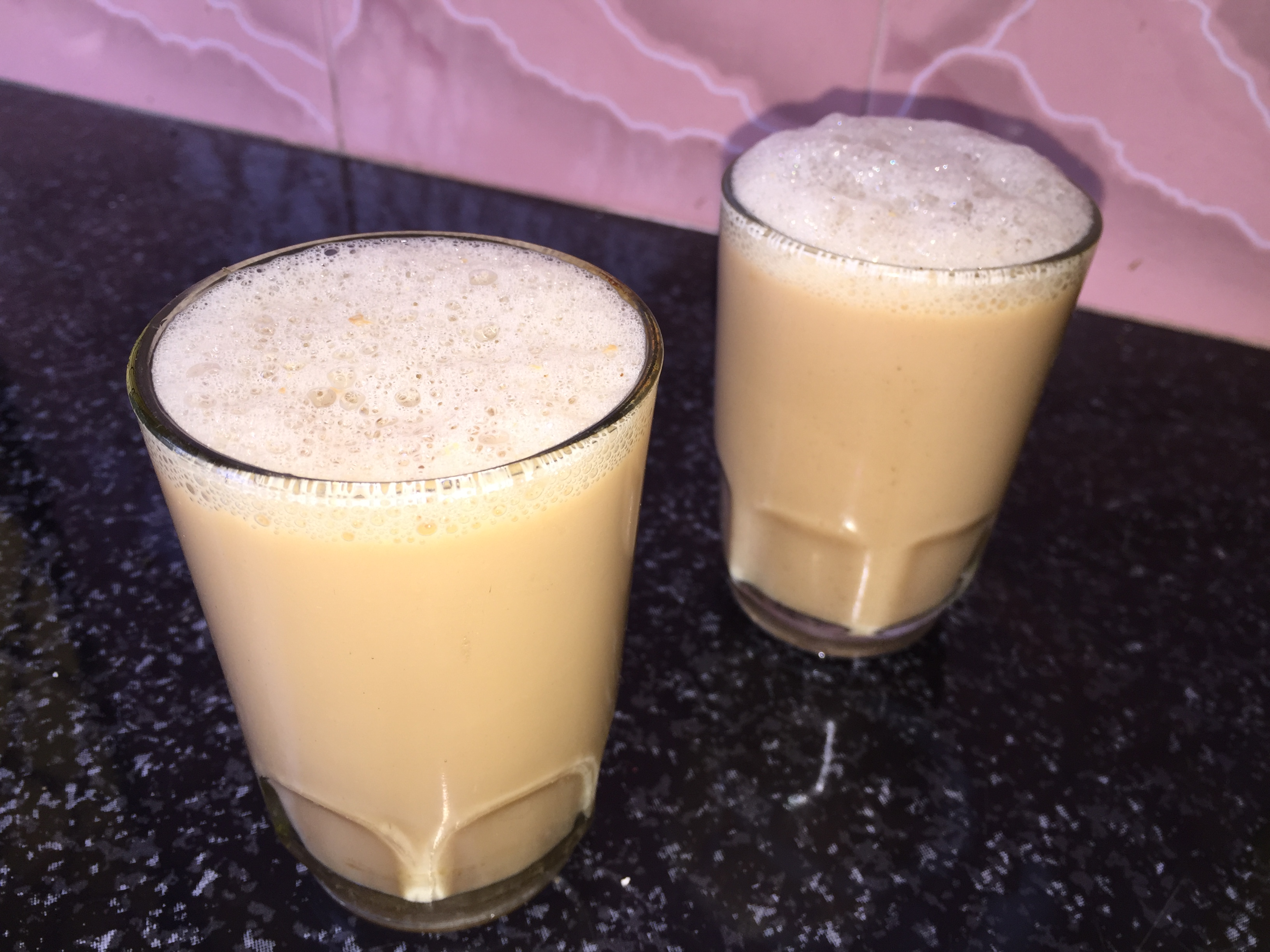
Tè aromatizzato con cardamomo
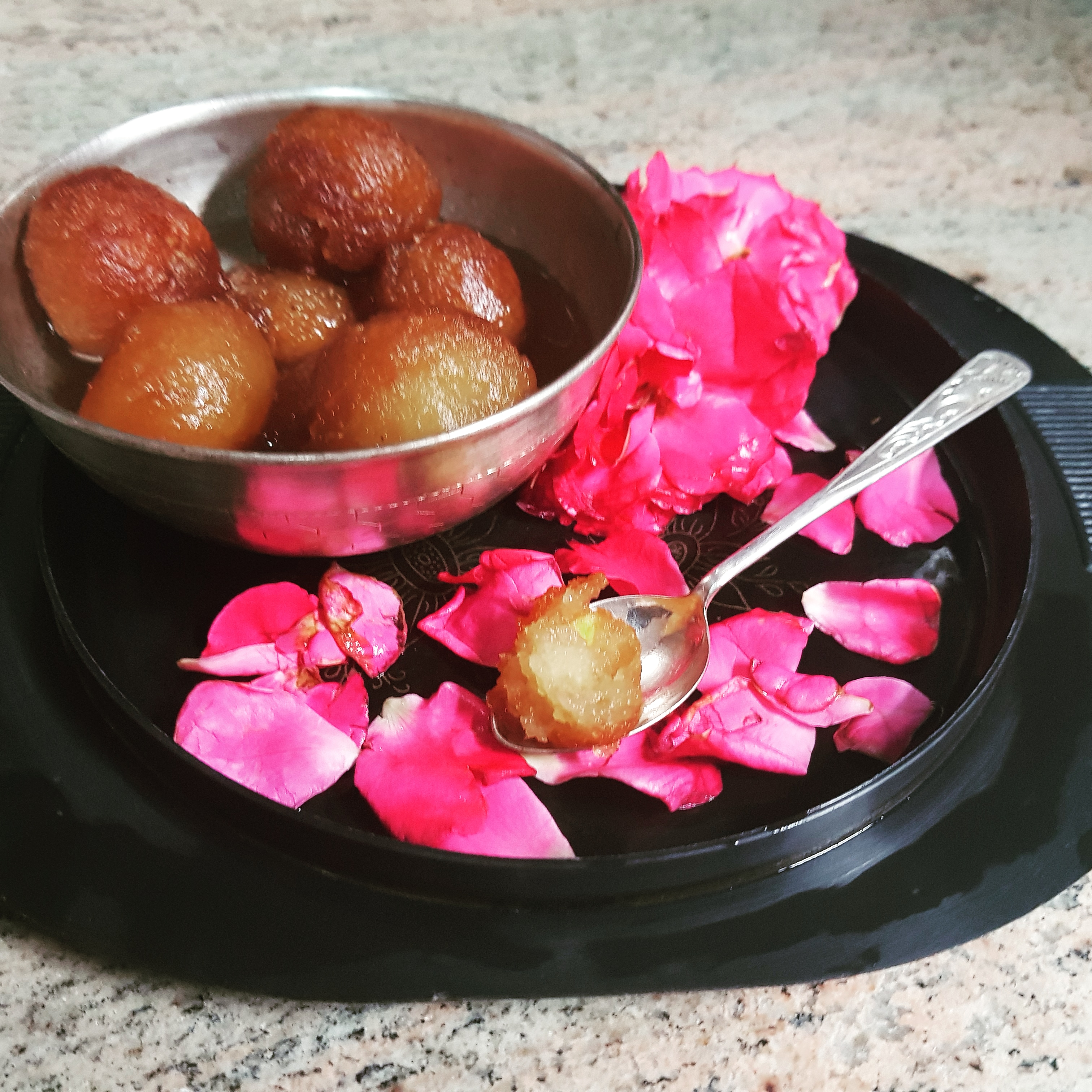
Gulab jamun in sciroppo di rose e cardamomo
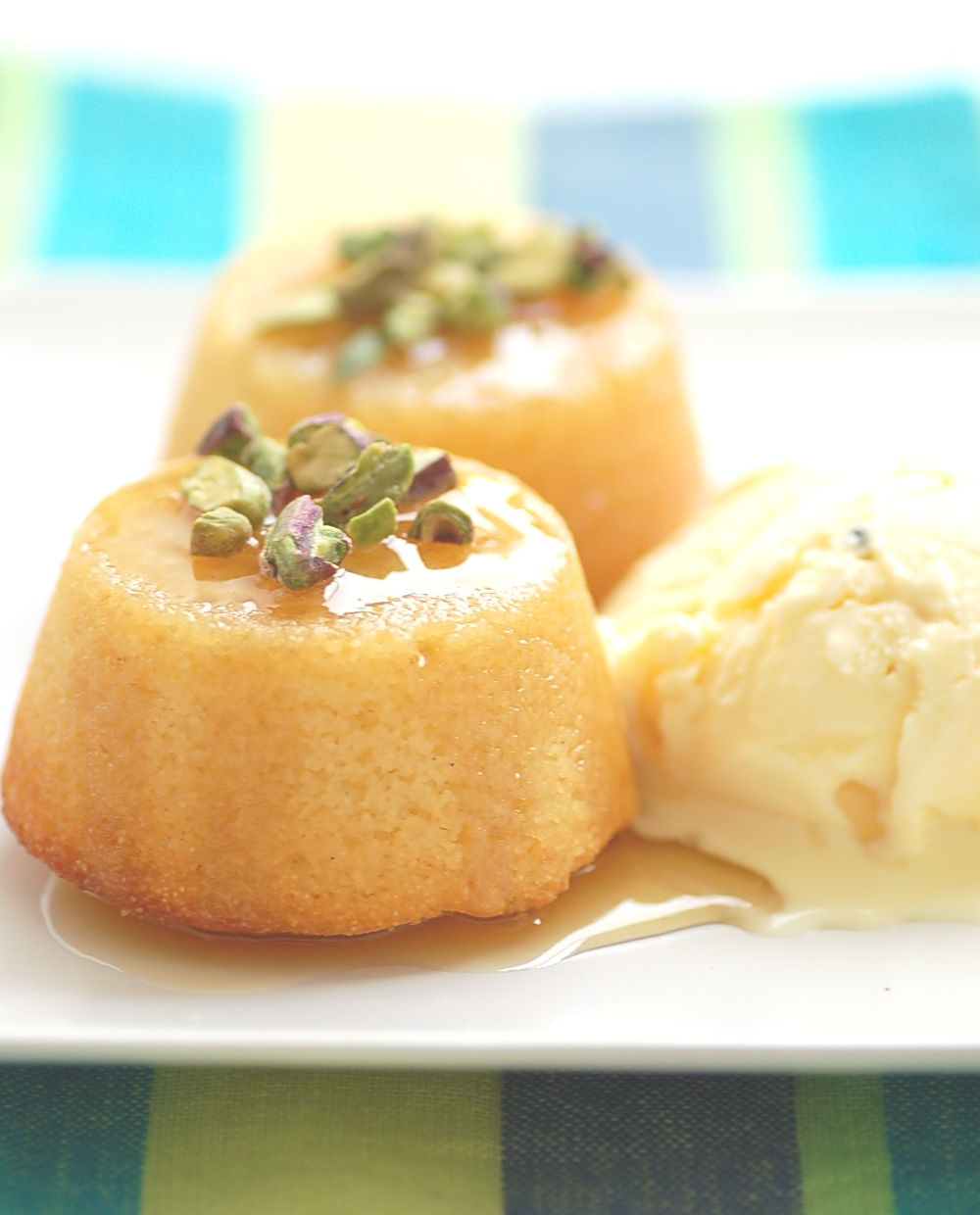
Torta di yoghurt con semolino e gelato al cardamomo

### Nelle medicine tradizionali
In Iran e India, il cardamomo verde è largamente utilizzato per la cura di infezioni ai denti e alle gengive, per prevenire e curare malattie della gola e alitosi, congestioni dei polmoni e tubercolosi polmonare, infiammazioni delle palpebre, disordini digestivi e calcoli biliari.
Anche il cardamomo nero viene utilizzato nella medicina tradizionale tibetana, medicina tradizionale indiana, medicina tradizionale cinese e inoltre in quella iraniana per curare mal di stomaco, stitichezza, dissenteria e altri disturbi digestivi.